# Emilio Pianezzola
Emilio Pianezzola (Marostica, 24 maggio 1935 – Padova, 1º settembre 2016) è stato un latinista italiano.

## Biografia
Pianezzola fu professore ordinario di Letteratura latina presso l'Università degli Studi di Torino dal 1972 al 1974, per poi insegnare Letteratura latina presso l'Università degli Studi di Padova.
La sua ricerca fu mossa da un interesse per gli aspetti storico-linguistici e grammaticali, giungendo a studiare in particolare la tradizione retorica latina.
Divenne noto soprattutto per aver realizzato, assieme a Gian Biagio Conte, un manuale di letteratura latina e un dizionario di lingua latina.
Era sposato con la grecista Maria Grazia Ciani.

## Riconoscimenti
- Nel 1995 fu insignito della Medaglia d'oro dei Benemeriti della cultura e dell'arte.